# 侵攻
侵攻（、英: invasion）とは、戦争や紛争などにおいて、敵地に侵入して攻めること、攻めて相手の領地に侵入すること。英語のinvasionは「軍隊または国が武力を使って他国に侵入したり、支配したりする事態」「集団が力を使って、または迷惑で望ましくない方法で場所に入ってくる行動」などを意味し、日本語訳としては侵入とも訳され、かつては「攻撃」とも訳された。

## 侵攻と侵略の指す範囲の比較
侵略（しんりゃく、英: aggression）という用語については、1974年に国連が「国家による他の国家の主権、領土保全もしくは政治的独立に対する武力の行使」または「国際連合の憲章と両立しないその他の方法による武力の行使」と定義した。
つまり、侵略のほうは次のことを広く指している。
- ある国家が武力をもって他国の領域へ侵入したり攻撃したりすること
- ある国家が他国の土地や財物を奪い取ること
- ある国家が他国の主権を侵害すること

侵略と侵攻を比較すると、侵略のほうが広範囲のことを含んだ概念・用語である。大規模な侵略計画の第一段階として侵攻が行われる場合がある、という関係になっている。大規模な侵略では、他国の周辺部にまず侵攻した後、次にその首都まで攻め入り、ついにはその国の中央政府も崩壊し、その機能を乗っ取ってしまったり、従属国にしてしまう、というようなことが行われることがある。しばしば、そのような大規模な侵略の"第一段階"として侵攻が行われる。
用語の歴史
国家による他国への武力行使という意味での「侵略」aggression が使用されたのは第一次世界大戦の講和条約ヴェルサイユ条約（1919年）においてである。当時の日本国政府（大日本帝国）は aggression を「攻撃」と翻訳した。

## 軍事学
侵攻は、ある国家・武装勢力が別の国家・武装勢力に対して攻撃を仕掛けて、その領土・勢力圏を侵す行為を指す軍事学上の用語である。侵攻は、自衛の対義語である国際法用語としての侵略（aggression）とは異なり、必ずしも相手方の主権や政治的独立を一方的に侵す目的とは限らない、価値中立的な概念である。戦争自体が自衛目的かどうかとは関わらないので、たとえ戦争全体が侵略戦争にあたる場合であっても、その中で行われる個別の軍事行動について敵国領土への攻撃かどうかによって判断して、侵攻と呼ぶこともできる。なお、「侵略」の語についても、純軍事学的観点から、侵攻と同義に用いることもある。
侵攻の手段としては、陸海空の様々な手段が用いられる。
侵攻・侵入（invasion）は、征服（conquest）、占領（occupation）とも混用されることがある。
- 征服
- 占領

なお侵攻された側が行う対応（抵抗）は広くは防衛と呼ばれている。

## 侵攻と呼ばれることがある事例
- モンゴルのポーランド侵攻 (1240年)
- モンゴルの樺太侵攻 (1264年)
- ドミニカ侵攻 (1761年)
- セイロン侵攻 (1795年)
- ポーランド侵攻 (1939年)
- ソ連によるフィンランド侵攻 (1939年）
- ナチス・ドイツのフランス侵攻 (1940年)
- ユーゴスラビア侵攻 (1941年)

〜第二次世界大戦以降〜
- グレナダ侵攻 (1983年)
- パナマ侵攻 (1989年)
- クウェート侵攻 (1990年)
- アメリカのアフガニスタン侵攻 (2001年)
- アメリカのイラク侵攻 (2003年)
- レバノン侵攻 (2006年)
- ガザ侵攻 (2014年)
- ロシアのクリミア侵攻 (2014年)
- ロシアのウクライナ侵攻 (2022年)